# 2990 Trimberger
A 2990 Trimberger (ideiglenes jelöléssel 1981 EN27) a Naprendszer kisbolygóövében található aszteroida. Schelte J. Bus fedezte fel 1981. március 2-án.